# حشره‌خوار هائیتی
حشره‌خوار هائیتی (نام علمی: Nesophontes zamicrus) نام یک گونه از سرده حشره‌خوارهای هند غربی است.